# Rebeca
 (срп. Ребека) америчка је теленовела, продукцијске куће Веневисион, снимана у копродукцији са Фоновидеом током 2003.

## Синопсис
Ребека Линарес живи у Мајамију са мајком Матилде и сестрама Нијурком и Пати. Током дана ради у супермаркету и механичарској радионици јер мора да помогне својој сиромашној породици. Ноћу марљиво учи јер жели да постане учитељица. Једног дана се судара са милионером Едуардом Монталбаном и њих двоје се заљубљују једно у друго на први поглед. Међутим, Едуардо има вереницу Принцесу, коју не воли, а обећао је да ће се оженити њоме како би удовољио породици. Иначе је остао удовац неколико година раније. Када схвати да воли Ребеку, одлучује да прекине са сплеткарошицом Принцесом. Нешто касније, Ребека упознаје још једног удовца — име му је Серхио, успешан је бизнисмен и очаран је њеном лепотом и харизмом. 
Неколико месеци после њиховог сусрета, Едуардо позива Ребеку на ручак у свој дом, јер жели да је представи породици. Девојка је шокирана када схвати де је бизнисмен Серхио заправо отац њеног дечка. Са друге стране, Серхио није спреман препустити Ребеку свом сину, а њих двојица имају још једног ривала — то је Мартин, Ребекин добар пријатељ из најранијег детињства.

## Улоге
| Глумац:             | Улога:            |
| ------------------- | ----------------- |
| Маријана Сеоане     | Ребека Линарес    |
| Рикардо Аламо       | Едуардо Монталбан |
| Габи Еспино         | Принцеса Изагире  |
| Пабло Монтеро       | Мартин Гарсија    |
| Кати Барбери        | Рехина Монталбан  |
| Елус Пераза         | Сара Сантос       |
| Виктор Камара       | Серхио Монталбан  |
| Марџори де Соуса    | Хисела            |
| Ана Патрисија Рохо  | Ниурика Линарес   |
| Сусана Досамантес   | Матилде Линарес   |
| Едуардо Родригез    | Леон Валверде     |
| Адолфо Кубас        | Наталио Хил       |
| Жаклин Гарсија      | Виолета Перез     |
| Ана Силвети         | Дионисија Перез   |
| Ана Карина Казанова | Вероника Салдивар |